# Skopin
Skopin è una cittadina della Russia europea centrale (Oblast' di Rjazan'), capoluogo del distretto (rajon) omonimo.

## Geografia
Skopin è situata ai margini nordorientali del Rialto centrale russo, 109 chilometri a sud del capoluogo regionale, Rjazan'.

## Storia
Skopin è una delle più antiche cittadine dell'Oblast' di Rjazan', dato che risulta fondata nel XII secolo con il nome di Licharevskij Gorodišče (Лихаревский Городище); nel 1597 o, secondo altre fonti, nel 1663, venne costruita sul sito dell'odierna città una fortezza. La cittadina - nel frattempo cresciuta - venne successivamente ribattezzata Skopinskaja sloboda e, nel 1778, quando ottenne status di città sotto il regno di Caterina II, Skopin.

## Società

### Evoluzione demografica
Fonte: mojgorod.ru
- 1897: 14 700
- 1926: 10 100
- 1959: 21 000
- 1970: 24 400
- 1989: 28 900
- 2002: 25 092
- 2006: 31 900